# آیداهوی اختصاصی خودم
آیداهوی اختصاصی خودم (به انگلیسی: My Own Private Idaho) فیلمی مستقل به کارگردانی و نویسندگی گاس ون سنت است که در سال ۱۹۹۱ منتشر شد. فیلم تا حدودی وامدار بعضی نوشته‌های ویلیام شکسپیر مانند، هنری چهارم بخش اول و دوم و هنری پنجم است. داستان فیلم دربارهٔ دو دوست به نام‌های مایک و اسکات است که به سفری برای پیدا کردن مادر مایک می‌روند.
ون سنت فیلمنامه را در دهه هفتاد نوشته بود اما بعد از خواندن رمان شهر شب اثر جان ریچی آن را تغییر داد.

## خلاصه داستان
مایک (فینیکس)، پسری جوان، تنها و غشی است که دنبال مادری می‌گردد که سال‌ها ندیده‌است. او با اسکاتی (ریوز) پسر متمرد شهردار پورتلند آشنا می‌شود و آن دو ماجراجوئی‌های مشترکی را با هم تجربه می‌کنند؛ تا اینکه در پی پیدا شدن ردی از مادر مایک آن دو به ایتالیا می‌روند اما ناکام می‌مانند. در آن‌جا اسکاتی با دختری (کازلی) آشنا می‌شود؛ ازدواج می‌کند و نزد پدرش (تروپ) بازمی‌گردد و سر و سامان می‌گیرد. درحالی‌که مایک همچنان تنها و رؤیابین و آواره است و سر آخر مدهوش در جاده، طعمهٔ راننده‌ای عبوری می‌شود.